# Mangelia vitrea
Mangelia vitrea é uma espécie de gastrópode do gênero Mangelia, pertencente a família Mangeliidae.